# 天空不要為我掉眼淚
《天空不要為我掉眼淚》為陶晶瑩於1990年11月23日發行的個人第一張原創專輯。

## 曲目
1. 天空不要為我掉眼淚
2. 你是我真心的執著
3. 會再相遇
4. 我不能這樣愛你
5. 不受約束的年輕
6. 我的心你看不到
7. 愛從來不肯說再見
8. 精靈學校
9. 失蹤的心
10. 怕你知道我在愛你